# Viaje a través del tiempo (ciencia ficción)

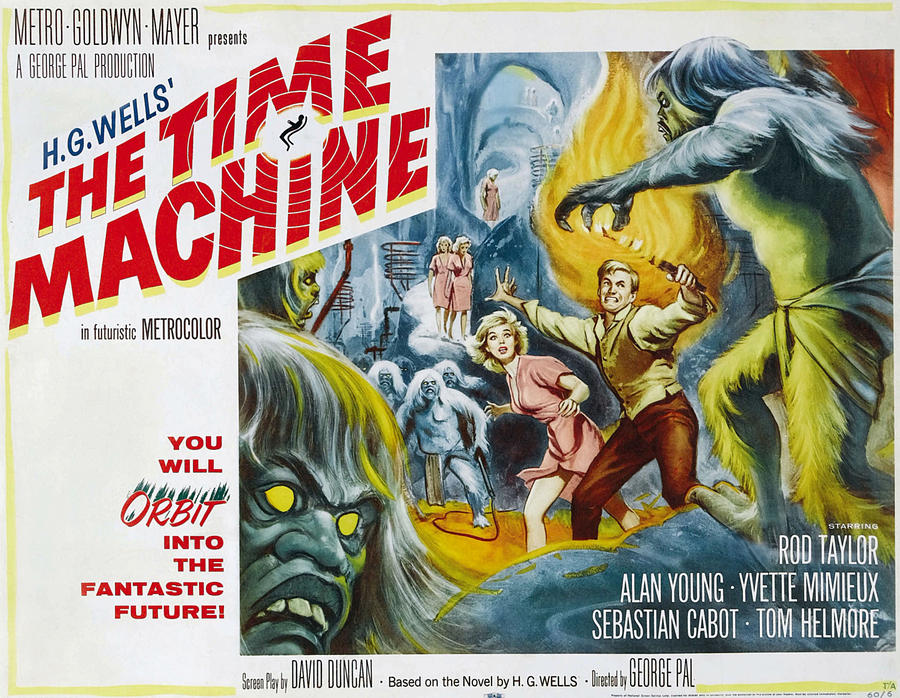
Poster promocional de la adaptación cinematográfica de 1960 del libro La máquina del tiempo de H. G. Wells.

El viaje a través del tiempo es un tema común en la ficción, principalmente desde finales del siglo XIX, estando presente en gran parte de la multimedia actual, tales como la literatura, televisión, películas y anuncios.
El concepto de viajar a través del tiempo por medios mecánicos sería popularizado por la novela de 1895, La máquina del tiempo, de H. G. Wells. En general, las historias sobre viajes en el tiempo se centran en las consecuencias que conlleva ir al pasado o el futuro. La premisa principal de éstas creaciones suele involucrar cambiar la historia, ya sea intencionalmente o por accidente, y las formas en que alterar el pasado afecta el después, provocando un presente o futuro diferente para el viajero en el momento de su vuelta a casa. En otras ocasiones, la premisa es que el pasado no puede ser cambiado, o que el futuro es predeterminado, siendo así las acciones del protagonista irrelevantes o intrascendentales a los eventos originales. Algunas historias también se enfocan en las paradojas y realidades alternativas que vienen como consecuencia del viaje, más que en el viaje mismo. A veces llevan consigo una crítica social, como los viajes en el tiempo proveen de un «efecto de distanciamiento necesario» que le permite a la ciencia ficción tratar con problemas contemporáneos de manera metafórica.

## La teoría científica de viaje a través del tiempo
El viaje a través del tiempo es un concepto de desplazamiento hacia delante o atrás en diferentes puntos del tiempo, así como lo hacemos en el espacio.
De acuerdo con la descripción convencional de la teoría de la relatividad las partículas materiales al moverse a través del espacio-tiempo se mueven hacia delante en el tiempo (hacia el futuro) y hacia un lado u otro del espacio. El hecho de que la energía total y la masa sean positivas está relacionado con el hecho de que las partículas se muevan hacia el futuro.
Un aspecto comprobado de la teoría de la relatividad es que viajar a velocidades cercanas a la velocidad de la luz ocasiona una dilatación del tiempo, por la cual el tiempo de un individuo que viaja a esa velocidad corre más lentamente. Desde la perspectiva del viajero, el tiempo "externo" parece fluir más rápidamente, causando que el viajero llegue a un lugar más adelante en el futuro. Sin embargo, este fenómeno en sí mismo, no es lo que suele denominarse como viaje a través del tiempo.
El concepto de viaje en el tiempo ha sido frecuentemente utilizado para examinar las consecuencias de teorías físicas como la relatividad especial, la relatividad general y la teoría cuántica de campos, aunque no existe evidencia experimental del viaje en el tiempo y existen razones teóricas importantes para considerar posible la existencia de cierto tipo de viaje a través del tiempo. En cualquier caso, las teorías actuales de la física no permiten cualquier posibilidad de viajar en el tiempo.

## El viaje en el tiempo en la ficción

### Tipos de viaje a través del tiempo en la ficción
Los viajes en el tiempo de la ciencia ficción y otros medios se pueden agrupar generalmente en dos tipos (ya que basados en la variedad de métodos serían extremadamente numerosos), que a su vez son subdivididos. Este tipo de clasificación no se relaciona con los métodos para viajar a través del tiempo, sino con las diferentes reglas de la línea de tiempo.
1. La línea de tiempo es rígida y no se puede cambiar.
  1. No se tiene el completo control del viaje en el tiempo. Un ejemplo de esto es el efecto Morphail. Este concepto del tiempo se podría denominar causalidad circular. Un ejemplo de causalidad circular se encuentra en el cuento de ciencia ficción By His Bootstraps de R. Heinlein.
  2. Se aplica el principio de autoconsistencia de Novikov. Este principio enuncia que si alguien viajara a través del tiempo, no podría actuar de ninguna manera que generara una paradoja.
  3. Cualquier evento que parece haber cambiado la línea de tiempo sólo ha creado una nueva línea de tiempo (en un universo paralelo). Otros sugieren que el viajero en el tiempo estaría libre de paradojas porque ha pasado a otro universo.
2. La línea de tiempo es flexible y está sujeta al cambio.
  1. La línea de tiempo es extremadamente resistente al cambio y se requiere un gran esfuerzo para cambiarla. Un ejemplo de esto se encuentra en la novela 22/11/63 de Stephen King.
  2. La línea de tiempo se puede cambiar fácilmente.

#### Instantáneo y gradual
En la literatura existen dos tipos de viaje en el tiempo como métodos:
1. En La máquina del tiempo, H. G. Wells explica que en este tipo de viaje en el tiempo gradual se ajusta mejor en la física cuántica, pero no es muy popular en la ciencia ficción moderna. Quizás el ejemplo más viejo esté en Alicia a través del espejo (1871) de Lewis Carroll: la Reina Blanca está viviendo en reversa, aunque su memoria funciona en ambas direcciones. Su tipo de viaje temporal es incontrolable: ella se mueve a través del tiempo a una velocidad constante de -1 y no lo puede cambiar. Esto podría hacer a Lewis Carroll el primer inventor del viaje en el tiempo.
 En la primera parte de la novela de Arthur: The Once and Future King, The Sword in the Stone (1938), de T. H. White, se utiliza la misma idea: el mago Merlín vive en reversa, porque nació en el “extremo equivocado del tiempo” y tiene que vivir de adelante hacia atrás. Algunas personas lo llaman “tener la segunda visión”.
2. El tipo más común de viaje en el tiempo de la ciencia ficción es el movimiento instantáneo de un punto a otro, como cambiar de lugar la púa en un disco de vinilo en movimiento. No existe siquiera una explicación científica para esto; pero su popularidad se debe probablemente al hecho de que es más espectacular y hace que el viaje en el tiempo se vea más fácil.

#### ¿Viaje en el tiempo o viaje espacial en el tiempo?
El problema más clásico con el concepto de “naves que viajan a través del tiempo” en la ciencia ficción es que invariablemente se trata a la Tierra en el mismo marco de referencia que el espacio. La idea de que un viajero pueda entrar en una máquina en Poughkeepsie que lo manda a 1865 y salga de ella en el mismo punto en Poughkeepsie ignora el hecho de que un punto cualquiera sobre la Tierra constantemente se está moviendo alrededor del eje del planeta (a unos 400 m/s), y que la Tierra se mueve a través del espacio alrededor del Sol (a 29 km/s), y que el Sol a su vez se está moviendo a través de la galaxia, y que la galaxia se mueve también, alejándose de todas las demás (excepto de aquellas con las que está unida gravitacionalmente, como las del Grupo Local) como consecuencia del Big Bang, etc.
Así que dado que el espaciotiempo tiene cuatro dimensiones, y el “viaje a través del tiempo” se refiere sólo a “moverse” en una de estas dimensiones, un viajero no podría permanecer en el mismo lugar respecto a la superficie de la Tierra, debido a que la Tierra es una plataforma acelerada con una trayectoria altamente compleja.
Una nave que se moviera dos o tres segundos en el futuro se materializaría a unos 100 km en el espacio, o quizás dentro del planeta (dependiendo del punto donde se ubicaba la Tierra antes y después). Si se moviera un año antes, se terminaría en el espacio exterior, donde la órbita de la Tierra alrededor del Sol se ubicó un año antes...
Así que, realmente: ¿lo que los cineastas hacen parecer tan fácil en los filmes es algo factible?
¿Pero cómo se puede desligar a la nave de la inercia? Si intenta moverse adelante en el tiempo, ¿la nave será automáticamente impulsada por la inercia adquirida al estar en la Tierra? ¿O será desligada? Pero, ¿acaso esto no trae la idea de un marco absoluto de referencia?
Una vez más, incluso al moverse un milisegundo adelante o atrás en el tiempo, la nave tendría que aparecer más allá de cualquier cosa que los humanos puedan construir, sin mencionar que la aceleración y la desaceleración en el espacio-tiempo desafíe la integridad estructural no solamente de la nave sino también de los cuerpos de los pasajeros. Un teórico puede incluso utilizar esto para discutir (al estilo de las paradojas de Zenón) acerca de la imposibilidad de las máquinas del tiempo.
Por supuesto, una refutación posible a esta crítica es el hecho de que los coches y los aeroplanos construidos por humanos se mueven alrededor de la superficie de la Tierra junto con ella, a pesar de que la superficie misma se mueve a una velocidad astronómica. Es razonable asumir que un viajero del tiempo experimenta la combinación de la inercia temporal espacial junto con la cual le hace moverse al mismo tiempo que la Tierra.
En 1980 Robert Heinlein publicó una novela titulada The Number of the Beast (‘el número de la bestia’), acerca de una nave que permite especificar unas coordenadas en las seis (no cuatro) dimensiones del espacio y tiempo e instantáneamente mueve al usuario a esas coordenadas, aunque no explica cómo puede funcionar tal dispositivo.
La serie de televisión Seven Days también se ocupó de este problema; el crononauta pilota una máquina del tiempo fuera de la superficie de la Tierra, por medio de un joystick.
En el relato ¡En blanco! de Isaac Asimov, se especifica claramente que la máquina no sólo se mueve en el tiempo, sino que sigue a la Tierra en su movimiento por el espacio, lo que permite que ésta aparezca en el mismo punto físico.

#### Otros puntos de vista y sus ejemplos
En el cómic Al Feldstein and Joe Orlando’s Weird Science de Bill Gaines, la historia Why Papa left Home (de 1952, basada en Child by Chronos de Charles L. Harness) un científico viajero del tiempo está grandemente impactado al darse cuenta de que es su propio padre. Sin embargo, en El restaurante en el fin del universo de Douglas Adams, no ven ningún problema en el hecho de ser su propio padre, puesto que es esto nada con lo que una familia bien ajustada no pueda lidiar. El problema mayor es ilustrar la tensión de los viajeros del tiempo.
Otro problema en los libros es que el viaje en el tiempo es tan complejo, que para entender completamente las ecuaciones relacionadas se debía tener una docena de vidas. Y como eso era posible solamente después de que se inventara el viaje en el tiempo, nadie sabía quién era capaz de inventarlo.
En la escena culminante de la película Superman (1978), Lois Lane muere como resultado de que su coche cae en una grieta creada por un terremoto y este es enterrado por los escombros que caen. Dominado por la angustia, Superman decide desafiar los consejos de su padre kriptoniano Jor-El, al interferir con la historia terrícola. Superman entonces viaja velozmente alrededor del eje de la Tierra para regresar al instante en que se inició el terremoto y anularlo físicamente. Como resultado, Lois (y la población de California) se salva como si este evento no hubiese ocurrido.
En la película Timerider: The Adventure of Lyle Swan, el personaje Lyle Swan (Fred Ward) es un motociclista de cross country que se sale de curso y llega a un terreno de prueba de un dispositivo para viajar en el tiempo que lo manda a 1882. En ese tiempo monta a través del Viejo Oeste estadounidense, duerme con una mujer española y confronta a una banda de pistoleros antes de ser rescatado del pasado, no sin antes descubrir que él es su propio bisabuelo.
En la historia de Robert Heinlein All You Zombies se muestra el posible resultado de tomar este concepto a su conclusión lógica y absurda: el protagonista viajero del tiempo es/fue/será su propio padre/hijo/madre.
En 1992 Harry Turtledove publicó la novela The Guns of the South (‘las armas del Sur’), que se hizo popular con la historia de un sudafricano blanco racista que usa una máquina del tiempo para regresar a los días de la guerra civil estadounidense y equipa al ejército confederado (esclavista) con armas del siglo XX (como rifles de asalto AK-47). Con esta ayuda, pronto ganan cada batalla y marchan gustosos a Washington D. C. para capturar a Abraham Lincoln. Sin embargo, la máquina del tiempo está arbitrariamente limitada para poder llevar personas sólo un número de años al pasado, lo que permite que se prevenga las acciones del blanco racista al realizar otro viaje que impida los eventos del primer viaje.
En la mayoría de los libros de ciencia ficción sobre el tiempo, se incluye una máquina física para transportar personas a través del tiempo, pero también hay historias que incluyen el viaje en el tiempo como una disciplina mental, o "viaje psíquico en el tiempo".
Un ejemplo de esto es Time and Again de Jack Finney, así como Bid Time Return de Richard Matheson (convertida en la película de 1980 Somewhere in Time, con Christopher Reeve). En House on the Strand, de Daphne du Maurier, el protagonista utiliza drogas que producen alteraciones que le permiten experimentar el viaje a través del tiempo aun cuando su cuerpo físico parece estar en el presente.
En There Will Be Time de Poul Anderson, se retrata el viaje por el tiempo como una habilidad que algunos tienen de nacimiento, así como sucede en la película El efecto mariposa. Esta última muestra el viaje en el tiempo como un talento heredado, donde la mente o el espíritu del individuo viaja al pasado y el viajero puede cambiar la historia, regresando al presente alterado.
También algunas personas afiliadas a organizaciones de estudio de ovnis dicen que la habilidad de viajar en el tiempo es un talento que radica en el cerebro de cualquier persona, y que esta habilidad está "activada" en la mente de los Grises, que supuestamente también tienen la habilidad de activar los cerebros humanos. Otras personas creen que la teleportación y el viaje en el tiempo pueden ser aprendidas a través de práctica de una manera similar.
Otro argumento común en las historias de ficción incluye el concepto de alterar la historia con intenciones malignas. En este tipo de historias, el villano intenta cambiar la historia para alterar el presente o futuro, y la historia debe ser restaurada por el protagonista. En algunas ocasiones, se asume que sólo se tiene una cantidad de tiempo limitada disponible para el héroe antes de que la historia sea permanentemente alterada.
Se puede argumentar que el Apocalipsis de apóstol san Juan describe una forma de viaje en el tiempo «espiritual». En contraste con la mayoría de conceptualizaciones de ciencia ficción de viaje en el tiempo, la Revelación dice que Juan (durante su exilio en la isla griega Patmos) tuvo una visión que se le presentó un espíritu, y que el futuro fin de los tiempos se le reveló por medio de un ángel enviado por Jesús.

## Máquinas del tiempo
La primera mención en la literatura de una máquina para viajar en el tiempo procede del español Enrique Gaspar y Rimbau, que la describe en su obra escrita en 1881 y publicada en 1887 El anacronópete, y que aparece en la cuarta temporada de la serie española El Ministerio del Tiempo. De fecha muy cercana es L'historioscope, del francés Eugene Mouton, editada en 1886, aunque ninguna de ellas alcanzaría la popularidad de La máquina del tiempo (The Time Machine) de H.G. Wells (1895).
Entre las máquinas del tiempo famosas de la ficción se incluyen la TARDIS de la serie Doctor Who de la BBC, cuyo aspecto exterior asemejaba una cabina de la policía londinense de la década del cincuenta. En la saga de Back to the Future, los protagonistas utilizaban un automóvil DeLorean modificado, que viajaba a través del tiempo gracias al condensador de flujo. En Bill & Ted's Excellent Adventure se utiliza una cabina telefónica. 
También en la serie de televisión Stargate SG-1 se utiliza un presunto dispositivo alienígena que genera agujeros de gusano que, bajo ciertas condiciones, también permite efectuar viajes en el tiempo (capítulos 1969 y 2010) y también otro dispositivo que crea una especie de burbuja que aísla una zona del transcurso del tiempo generando un bucle en el mismo (Una ventana a la esperanza).
Igualmente en muchas series de ciencia ficción espacial (Star Trek, Stargate SG-1, Futurama, etc.) se muestran dispositivos en forma de naves espaciales capaces de realizar igualmente este tipo de viajes, aunque en todos los casos se muestran las complicaciones y paradojas que este tipo de viajes podrían ocasionar.

## Historias de viajes en el tiempo en diferentes obras de ciencia ficción
Frecuentemente en muchas películas o libros de ciencia ficción se presenta la historia de un personaje que viaja a un tiempo distinto al suyo, donde se explora la interacción del personaje con las personas y tecnologías de ese tiempo como parte de un impacto cultural. Otras ramificaciones exploran los cambios en situaciones que generan reacciones, universos paralelos e historia alternativa donde algún insignificante evento que se suponía que tenía que ocurrir en determinado tiempo no tuvo lugar, y por lo tanto causa grandes cambios en el futuro.

### Viajes en el tiempo en la literatura

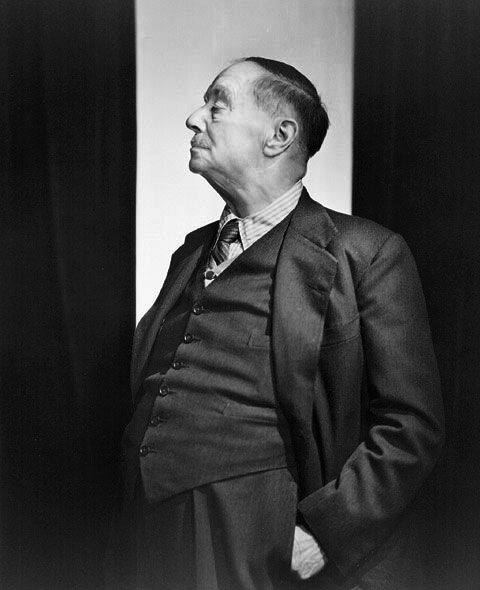
H. G. Wells, autor de La máquina del tiempo

Hay que distinguir en la literatura de viajes en el tiempo, aquellas obras que describen un artefacto capaz de realizarlos, a aquellas obras en las que el viaje se lleva a cabo sin mayores explicaciones científicas, ni intentos de darlas.
La primera obra en hablar de un viaje en el tiempo es Año 7603, del dramaturgo noruego Johan Herman Wessel, en el año 1781. Allí, un hada transporta a una persona al año 7603. Si bien la obra carece de valor literario, se transformó en libro de culto por ser la primera que tantea el tema del viaje en el tiempo.
En 1832 Goethe publica la segunda parte de Fausto, donde este personaje viaja en el tiempo y el espacio.
La primera mención en la literatura de una máquina para viajar en el tiempo proviene de la imaginación de Enrique Gaspar y Rimbau, un escritor español que la describe minuciosamente en su novela El anacronópete (1887). A Connecticut Yankee in King Arthur’s Court (Un yanqui en la corte del rey Arturo) (1889) de Mark Twain es otro clásico de viajes en el tiempo. La máquina del tiempo (1895) de H. G. Wells está considerada como una obra maestra de la literatura en su género.
Pero probablemente las más elaboradas supuestas demostraciones de los viajes temporales se encuentran en All You Zombies y en By His Bootstraps de A. Heinlein.
Isaac Asimov en su novela El fin de la Eternidad maneja un concepto de viaje en el tiempo donde existen unos agentes llamados “Eternos” que se ubican en una zona específica fuera del tiempo y desde allí pueden ir hacia adelante o hacia atrás en el tiempo realizando cambios para ayudar a la humanidad y de esta manera evitar catástrofes.
H. P. Lovecraft, en el relato corto En la noche de los tiempos (The Shadow Out of Time) (1936), hace mención a La Gran Raza de Yith, una raza de seres extraterrestres pertenecientes a Los Mitos de Cthulhu, los cuales tenían la capacidad de hacer viajar su mente por el tiempo y el espacio y de este modo consiguieron recopilar el conocimiento de cuantas civilizaciones habían existido y existirían en el universo conocido, incluyendo la humana.
En 1973 Brian W. Aldiss publica Frankenstein Desencadenado, en la que el protagonista se ve desplazado en el espacio-tiempo a la Suiza del siglo XIX, donde se encuentra con Mary Shelley y el mismo Doctor Frankenstein. Está considerada como la obra más floja del autor, pero podría considerarse un precedente a Regreso al Futuro y El Coche Fantástico, ya que el protagonista viaja al pasado en un coche que habla, aunque en este caso dicho vehículo no es la máquina que le hace viajar, sino un hecho externo.
El escritor alemán Andreas Eschbach en su libro El video Jesús, convertido en un best seller en Alemania, Francia, Rusia y Holanda plantea una interesante idea, en el interior de una tumba del siglo I en Jerusalén, un equipo de arqueólogos realiza un hallazgo fascinante, las instrucciones de un modelo de cámara que aún no se ha puesto a la venta. Lo que plantea que en el futuro, alguien viajará en el tiempo a la época del nacimiento de la era cristiana con una cámara de video para filmar... ¿qué?
La historia narra así lo que se convierte en el hallazgo arqueológico más sensacional: Stephen Foxx, arqueólogo aficionado que participa como voluntario en una excavación cerca de Jerusalén, encuentra una tumba del siglo I con un contenido sorprendente: el esqueleto de un hombre de nuestros días, y a su lado, el manual de instrucciones de una cámara de vídeo que aún no se ha fabricado. La conclusión resulta espeluznante: en el futuro, un viajero en el tiempo se desplazará a la época del Nuevo Testamento con una cámara de vídeo para filmar a Jesús; la posibilidad de encontrar en algún lugar una cámara con una grabación de Jesús de Nazaret escondida desde hace dos mil años desata feroces intrigas para hacerse con el vídeo a toda costa. ¿Hasta dónde estaría dispuesta a llegar la Iglesia católica para obtener la prueba definitiva de la existencia de Jesús... o para enterrar la demostración irrefutable de que nunca existió? El best seller fue llevado a la pantalla en formato de película para la televisión en Alemania con el nombre de Das Jesus Video.
El escritor español Félix J. Palma, en su novela El mapa del tiempo, explica cómo Andrew Harrington (el protagonista) viaja ocho años atrás en el tiempo con tal de evitar la muerte de su amada a manos de Jack el Destripador. La historia está ambientada a finales del siglo XIX e, incluso, los personajes interactúan con H. G. Wells, quien les ayuda en su hazaña. Por su parte, el también español Eduardo Vaquerizo narra en La última noche de Hipatia los momentos en los que el cristianismo se convierte en la religión única del Imperio Romano en un relato polifónico en el que la protagonista principal es una viajera temporal implicada en el desenlace de la vida de la filósofa alejandrina.
Menos conocido, Alejandro Herrnsdorf propone escenarios cotidianos a los que cruza con la presencia de la máquina del tiempo en su Manual de los Viajes en el Tiempo. A pesar de sus altibajos, propone un escenario original al presentar como normal la existencia de dicha máquina y tecnología dentro de los mundos que relata.
En los nueve libros Caballo de Troya del español J. J. Benítez, el personaje principal viaja a la Palestina del año 30. Allí se describe el viaje en el tiempo en gran detalle, explicando cómo funcionaría exactamente una hipotética máquina de tiempo.

### Viajes en el tiempo en el cine y la televisión
La idea de viajes en el tiempo en películas y televisión es un tema que se ha explotado frecuentemente a través de la historia del entretenimiento. Algunos ejemplos cinematográficos y televisivos son:

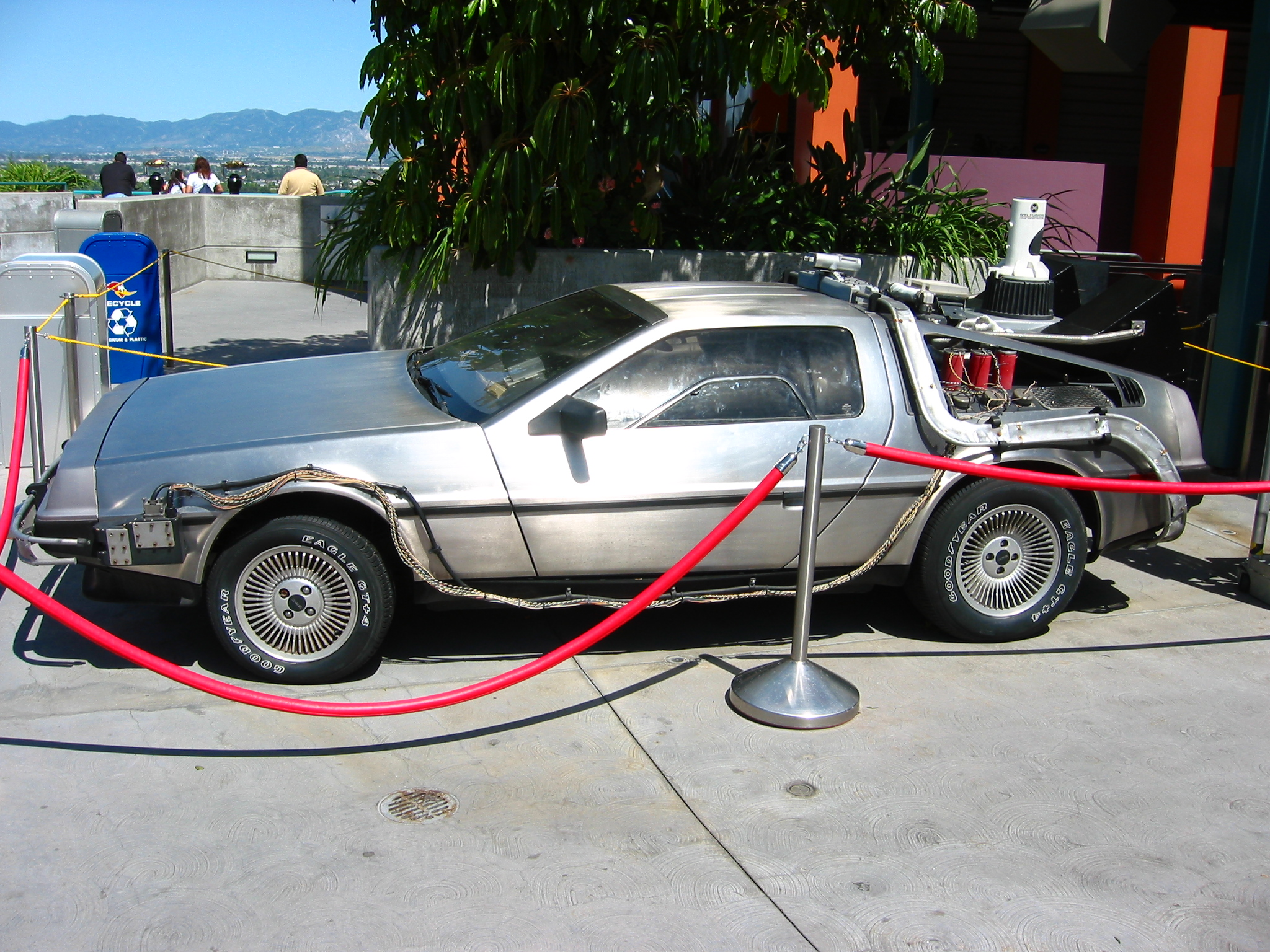
Imagen de la máquina del tiempo DeLorean, vehículo utilizado en la película Back to the Future para viajar en el tiempo.

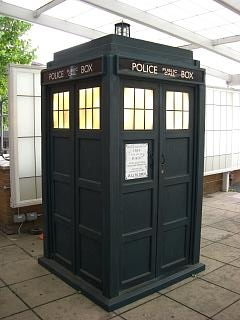
La TARDIS, una nave creada por los Señores del Tiempo, que permite poder viajar por el tiempo y el espacio; la cual forma parte de la serie de televisión inglesa Doctor Who.

- La máquina del tiempo / El tiempo en sus manos (versión de 1960)
- La Jetée (1962)
- Doctor Who (1963 - a la fecha)
- The Time Tunnel(1967)
- El planeta de los simios  (1968)
- Doraemon (1969-1973-1979-2005- a la fecha)
- Beneath the Planet of the Apes (1970)
- Superman: la película (1978)
- Time After Time (1979)
- El final de la cuenta atrás (1980)
- Somewhere in Time (1980)
- Time Bandits (1981)
- Voyagers! (1982-1983, serie de televisión)
- Twilight Zone: The Movie (1983)
- The Terminator (1984)
- El experimento Filadelfia (1984)
- Non ci resta che piangere (1985)
- Back to the Future (1985)
- Trancers (1985)
- Outlaws (1986)
- El vuelo del navegante (1986)
- Star Trek IV. Misión: salvar la Tierra (1986)
- Peggy Sue Got Married (1986)
- Millenium (1989)
- Dragon Ball Z (1989)
- Warlock (1989)
- Back to the Future Part II (1989)
- Bill & Ted's Excellent Adventure (1989)
- Quantum Leap (1989, serie de televisión)
- Star Trek: The Next Generation (1989-1996)
- Back to the Future Part III (1990)
- Alana: La chica del futuro (1990, serie de televisión)
- Terminator 2: el juicio final (1991)
- Sailor Moon (1992-1996)
- Groundhog Day (1993)
- Time Trax (1993-1994, serie de televisión)
- Timecop (1994)
- Spellbinder (1995, serie de televisión)
- Doce monos (1995)
- Star Trek: First Contact (1996)
- Inuyasha (1997-2008)
- Spellbinder 2: Land of the Dragon Lord (1997, serie de televisión)
- Seven Days (1998-2001, serie de televisión)
- Charmed (1998-2006)
- Austin Powers: The Spy Who Shagged Me (1999)
- Frankenstein Desencadenado (1999)
- Frequency (2000)
- Zipang (2000-2009, anime, manga)
- Happy Accidents (2000)
- Donnie Darko (2001)
- Kate & Leopold (2001)
- El Único (2001)
- Power Rangers Time Force (2001, serie de televisión)
- Déjala correr (2001, película argentina)
- Pokémon 4Ever: Celebi - Voice of the Forest (2001)
- Star Trek: Enterprise (2001-2005)
- Aventuras en el tiempo (2001, telenovela infantil mexicana)
- La máquina del tiempo (versión de 2002)
- El video de Jesús (2002)
- Code Lyoko (2003, animación)
- Kim Possible (2003)
- Terminator 3: La rebelión de las máquinas (2003)
- Harry Potter y el prisionero de Azkabán (2004)
- Primer (2004)
- El efecto mariposa (2004)
- Timeline (2004)
- Katekyō Hitman Reborn! (2004)
- Smallville (2004-2006, serie de televisión)
- El sonido del trueno (2005)
- The Jacket (2005)
- Noein (2005)
- Danny Phantom (2005)
- Supernatural (2005 - a la fecha)
- Power Rangers S.P.D. (2005 serie de televisión)
- Suzumiya Haruhi no Yūutsu (2006, anime)
- Tokikake: La chica que salta a través del tiempo (2006, animación)
- Déjà Vu (2006)
- Los cronocrímenes (2006)
- Fairy Tail³ (2006-2013)
- Futurama: Bender's Big Score (2007)
- Primeval (2007 - a la fecha)
- Meet the Robinsons (2007, animación)
- Minutemen (2008)
- Ben 10: Alien Force (2008-2010)
- Star Trek (2009)
- Saint Seiya: Next Dimension (2009 - a la fecha)
- Frequently Asked Questions About Time Travel (2009)
- Lost (2009-2010, quinta y sexta temporada)
- The Time Traveler's Wife (2009)
- Triangle  (2009)
- Casi Ángeles  (2009, 2010)
- Hot Tub Time Machine (2010)
- Ben 10: Supremacía Alienígena (2010 - a la fecha)
- Shrek Forever After (2010, animación)
- Querida, voy a comprar cigarrillos y vuelvo (2011)
- Steins;Gate (2011, animación)
- Hombres de negro III (2012)
- Justice League: The Flashpoint Paradox (2013, animación)
- About Time (película) (2013)
- Agents of S.H.I.E.L.D. (2013)
- X-Men: días del futuro pasado (2014)
- Star Wars: Rebels (2014 - 2018)
- Outlander (serie de televisión) (2014 - a la fecha)
- Las aventuras de Peabody y Sherman (2014, animación)
- El ministerio del tiempo (2015, serie de televisión)
- Project Almanac (2015)
- DC's Legends of Tomorrow (2016)
- Dark (2017 - 2020)
- Tokyo Revengers (2017 - a la fecha)
- Kamen Rider Zi-O (2018,tokusatsu)
- Avengers: Endgame (2019)
- Loki (2021)
- What If...? (2021)
- Indiana Jones y el dial del destino (2023)

El viaje a través del tiempo ha sido representado en la televisión, con programas como 
Rocky & Bullwinkle's (1959-1964), 
WABAC Machine, 
Doctor Who (1963-1989, 2005-presente), 
El Túnel del Tiempo (1966-1967), 
Gente del mañana, 
7 días y 
Quantum Leap (1989-1993) y en lengua española con El Ministerio del Tiempo (2015-presente), donde el principal objetivo es proteger la continuidad de la historia de España.
Asimismo varios episodios de las series Enano Rojo, Star Trek, Más allá del límite y Stargate SG-1 muestran extensamente el viaje en el tiempo. También se ha representado en la serie de manga y animé Dragon Ball, en el personaje de Trunks, en varios team-up’s de la serie estadounidense-japonesa Power Rangers y en otros mangas como Doraemon, gracias a su máquina escondida en un cajón de escritorio. En los últimos años, el tema se ha visto revisado en la exitosa serie norteamericana Héroes (2006, 2007) con el personaje de Hiro Nakamura, un japonés que desarrolla el poder de controlar el espacio tiempo, viajando así a diversos lugares y épocas para ayudar a sus amigos a detener una catástrofe atómica.
También hay viajes en el tiempo en la serie animada Futurama de Matt Groening, aunque Fry (el protagonista de la serie) es congelado criogénicamente para ser descongelado en el futuro. Este es un concepto de viaje a través del tiempo pero de largo plazo, aunque en un capítulo los personajes van hacia el pasado y cambian la historia, después en otro capítulo el profesor crea una máquina del tiempo que solo va al futuro y viajan por error al año 10.000, luego al 105.105, luego al 205.205, al año un millón y medio, después al año 5 millones, luego al año 10 millones, después al año 50 millones, penúltima mente a la extinción de toda la vida al año 1.000,000,000 AD, después a la muerte del universo cerca del año 100.000.000.000.10 el universo muere y enseguida nace uno igual al anterior con otro big bang.
En la serie Bob Esponja aparecen dos episodios basados en el viaje en el tiempo , el primero se llama SB-129 donde Calamardo es congelado 2000 años al futuro y al llegar a cierta fecha usa una máquina del tiempo del Krusty Krab para viajar al pasado , pero después viaja al presente y en el episodio Regreso al Pasado Bob Esponja y Calamardo viajan a un momento donde Tritón Man y Chico Percebe luchan contra Manta Raya en el pasado pero Bob Esponja y Patricio modificaron el futuro por lo que constantemente viajan a esa época del tiempo.
En la serie americana Lost, los protagonistas viajan al pasado o futuro mediante enormes cantidades de energía electromagnética. En uno de los episodios deciden cambiar el pasado y en ese momento se crea una realidad alternativa en un universo paralelo.
En otra serie americana Smallville, Clark Kent recibe una llamada del futuro en el cual Lana Lang le explica que alguien tiene un arma y está tratando de matarla, mientras ella trata de huir, es asesinada por un sujeto desconocido en medio de una tormenta, Clark al llegar a su apartamento descubre que Lana está tranquila estudiando; pero al otro día se espera una tormenta y Adam Knight (un antiguo novio de Lana) escapa de un laboratorio con pocas horas de vida, donde necesita encontrar a Lana porque tiene algo que le pertenece, al secuestrarla y llevarla a un depósito donde Lana guardó todas las cosas de su exnovio, y al no encontrar lo que necesitaba, Adam decide asesinarla bajo la excusa que ella le mintió. Entre todo esto Lana lograr llamar a Clark para avisarle que está pasando y que Adam trata de matarla, Clark llega 1 segundo antes de que una bala llegue a Lana y la salva. Así decide cambiar el futuro y crea una realidad alternativa en un universo paralelo.
Y poco después en la misma serie Smallville, Clark Kent le revela su secreto a Lana Lang y le propone que se case con él, Lana acepta y los dos muy felices van a celebrar a un lugar que Jonathan Kent le ganó a Lex Luthor en una elección de Senador del estado de Kansas. Lana recibe una llamada de Lex y ella va a su mansión los dos discuten mientras que Lex se da cuenta de que Lana carga un anillo de compromiso, y se da cuenta de que Lana sabe el secreto de Clark, al intimidarla para que le cuenta a él el secreto de Clark Lana huye en su camioneta, mientras ella llama a Clark para avisarle, Lex va detrás de ella para hablar. Cuando van por la carretera un autobús escolar se atraviesa chocando la camioneta de Lana y matándola al instante, cuando Clark llega es ya es muy tarde. Clark triste recurre a su padre Jor-El quien le explica que no es dios y no puede traer a Lana devuelta, pero a la insistencia de Clark, su padre logra darle un Cristal el cual lo devuelve al día anterior y le insiste que el universo encontrará un balance y que alguien que él ama mucho va a morir. Gracias al cristal que lo regresa al día anterior Lana está con vida, pero al no revelarle su secreto a ella, Lana se da cuenta de que le miente y termina su relación con Clark. Clark luego le explica a Chloe Sullivan que regresó del futuro porque Lana iba a morir y le pide a ella que mantenga a Lana a salvo. Ocurre nuevamente la celebración de Jonathan Kent al ganarle a Lex Luthor, Lex llama de nuevo a Lana y ella va a su mansión, los dos discuten de nuevo y ella se va en su camioneta y Lex la sigue en su carro, el autobús escolar por escasos segundos no choca la camioneta de Lana porque Clark decide detener el autobús por segundos, así Lana se salva. Pocos minutos después Jhoanathan Kent tiene una pelea con Lionel Luthor y Jhoanthan muere por un ataque al corazón. Es así como Clark decide cambiar el pasado y en ese momento se crea una realidad alternativa en un universo paralelo, el cual Lana se salva pero Jhoanthan muere.
Al Igual que en las series de Ben 10, el tema no fue tocado hasta el episodio Paradoja de Fuerza Alienígena, donde El Profesor Paradox, 50 años atrás, había ideado una máquina del Tiempo a base de Cuarzo, el experimento salió de control, convirtiendo a su asistente en un monstruo que envejece lo que toca y enviándolo a una dimensión donde se volvió loco, cuando se aburrió de esto fue capaz de controlar los poderes que el experimento le dio, la capacidad de controlar el Tiempo-espacio, con estos poderes y ayuda del equipo, pudo revertir el accidente salvando solo a su asistente, Paradox aparecerá durante varios episodios y también en Supremacía alienígena, ayudando a que los eventos tengan el mejor desenlace para todos. al Igual que en el episodio Time heals, donde Gwne vuelve en el tiempo para evitar la mutación de Kevin, ocasionando otra realidad donde Hex gobierna la tierra, ella está muerta , Kevines un esclavo y Ben está encarcelado, luego debe volver a dejar todo como era y así, tener el mejor futuro/presente que se pueda.

### Viajes en el tiempo en las historietas y cómics
En la historieta chilena Mampato, el personaje principal es un niño que puede viajar en el tiempo y el espacio gracias a los poderes de un dispositivo conocido como  “cinto espacio-temporal”. Sin embargo la historieta asume el punto de que no es posible alterar el curso de los acontecimientos pasados, cuando mucho participar en ellos o ser un mero observador.

### Viajes en el tiempo en los videojuegos
En el juego Fallout 2 hay un encuentro especial que incluye una estructura de piedra que es un portal del tiempo. Pasando a través de ella se transporta al jugador al pasado, a un periodo anterior al primer juego de Fallout, donde se encontrará una computadora con un chip de agua. Rompiendo el chip asegura que los eventos del primer juego ocurrirán, de modo que envuelve al jugador que experimentó el primer juego donde se buscaba un reemplazo de este chip. Sin embargo, debido a su propia naturaleza de "Encuentro aleatorio", esto no es canónico (Según la trama oficial de la serie, claro) y es más bien un easter-egg, pues oficialmente el Chip de Agua se rompió por problemas técnicos (En Fallout 3 se confirma que los Chips de Agua son extremadamente frágiles, y requieren constante mantenimiento)
En Dino Crisis 2 los protagonistas viajan a un tiempo poblado de dinosaurios que resulta ser un futuro lejano donde dinosaurios traídos del pasado extinguieron al hombre. Al final del juego el protagonista encuentra un mensaje que una versión futura de él mismo se dejó grabada, donde se revela que una sobreviviente que él rescató en ese futuro es en realidad su hija. Al morir tratando de protegerla, toda esa línea temporal desaparece.
Esto también provoca que el personaje de los jugadores de Fallout 2 como descendiente del personaje del primer juego tenga un ciclo casual de tiempo como una paradoja predestinada. El encuentro se llama "The Guardian of Forever", una referencia a un episodio de Star Trek: "The City on the Edge of Forever" ('la ciudad al borde de la eternidad').
En la serie de juegos de Command & Conquer, en la saga Red Alert, cuanta la historia de un viaje en el tiempo que Albert Einstein hizo desde 1945 a 1924, con el fin de eliminar a Hitler de la historia y prevenir la Segunda Guerra Mundial. Einstein vuelve a 1945 y la amenaza Nazi no existe, sin embargo, se crea una línea alterna a la historia original donde Los soviéticos, al no haber un equilibrio de fuerzas en Europa, trata de conquistar el continente viejo.
De la misma saga, unos años más adelante, en el juego Command and Conquer Red Alert 2: Yuri's revenge, se retrocede al pasado para evitar que Yuri controle el mundo entero. Con ello consiguen remodelar el futuro.
Con el lanzamiento de Red Alert 3, tres soviéticos viajan al pasado en una máquina del tiempo rusa, para eliminar a Einstein, quien tratando de corregir su error pasado (el primer viaje del tiempo) ayudó a las fuerzas a Aliadas con tecnologías superiores. Estos soviéticos hicieron lo mismo que Einstein con Hitler. Habiendo sido eliminado Einsten, la Segunda Guerra Mundial ocurrió tal cual la conocemos, pero, la Unión Soviética no se desintegró, y al no haber nada relacionado con Armas nucleares (Einstein fue quien dirigió la primera carta al presidente Roosvelt acerca de los proyecto nucleares alemanes, la cual trajo como consecuencia el proyecto Manhattan), ni nazis ni soviéticos pudieron culminar sus proyectos; y al no haber incidentes de detonaciones de bombas, el Imperio Japonés se alzó como una Tercera Potencia creando nuevamente otra línea temporal.
En los juegos Pokémon Gold/Silver/Crystal, se pueden intercambiar pokémon con las versiones anteriores gracias a una "Cápsula del tiempo", ya que según la trama, la historia en estas versiones ocurre tres años después que las anteriores.
En Heartgold y Soulsilver, los remakes de dichos juegos, un evento organizado por Nintendo hace que aparezca el Pokémon Celebi, el cual transporta a los protagonistas tres años al pasado -a la época de las primeras ediciones de Pokémon-, y permitía al jugador enfrentarse al líder del Team Rocket, que estaba disuelto en el presente.
En Pokémon Mundo Misterioso 2, los protagonistas viajan al futuro forzados por Dusknoir. Después regresan al presente donde se enfrentan al Pokémon legendario del tiempo Dialga.
En Chrono Trigger (un juego de acción RPG), un grupo de héroes viaja accidentalmente a través del tiempo hacia el futuro donde descubren que el antagonista principal del juego será el responsable de la destrucción de su mundo, con lo cual deciden volver a su época original con la intención de prevenir estos eventos, en su aventura logran llegar a distintas épocas por medio de "portales" creados bajo influencias mágicas y de una máquina voladora capaz de viajar a cualquier tiempo que elija el jugador llamada "Epoch" (Esta máquina fue creada por un genio de un reino en el pasado). Existe también un área interesante en este juego llamada "The End of Time" ("El fin del tiempo") donde explican que no existía nada ahí (debido a que se trata del fin de los tiempos; Algo parecido a "la nada") a excepción de un pequeño patio construido por un personaje cuando este arriba a este lugar por primera vez y en el cual están disponibles los portales que permiten al jugador desplazarse a otras épocas a través de los mismos.
En el juego Chrono Cross, de la misma manera que su primera entrega, la acción puede pasar a dos líneas temporales distintas, que a su vez son mundos paralelos, pues los sucesos en uno de los mundos son totalmente distintos al otro.
El juego Crash Bandicoot 3: Warped de la consola Playstation implica el uso de portales temporales para viajar a varios puntos del tiempo (pasado y futuro) y así juntar cristales de poder que son capaces de abrir las nuevas áreas temporales de 5 niveles más el nivel de jefes que no tiene cristales pero concede un poder especial, además de 42 gemas y 37 zafiros para así lograr revertir el daño provocado por los villanos UKA-UKA el Dr. Nefarious Tropy (Dr. N. Tropy) y el archinemesis de Crash el Dr. Neo Cortex.
En el juego The Day of the Tentacle uno de los protagonistas se mantiene en el presente mientras que uno de sus amigos viaja al pasado y otro al futuro. Así, las acciones de cada uno afectan a los otros. Un árbol recién cortado en el pasado desaparece en el futuro y el vino guardado en una cápsula del tiempo en el presente se recoge en el futuro como vinagre.
En la serie de "The Legacy of Kain" indica que la "historia aborrece una paradoja". En estos juegos la línea de tiempo referida como "Timestream", es inmutable. Los cambios hechos por alguien en particular no tienen efecto en el flujo general del tiempo, pero se puede hacer cambios mayores al introducir una paradoja. Cuando se genera una paradoja, la línea de tiempo es forzada a modificarse a sí misma para ajustarse en los cambios de la historia. Además, nadie en la serie de Kain tiene voluntad libre excepto Raziel y aunque no confirmado la mesiánica figura conocida como el Sción del balance.
En el juego "Where in Time is Carmen Sandiego?" ('¿En qué lugar del tiempo está Carmen Sandiego?') y dos series de televisión que se derivaron del mismo (Where in Time is Carmen Sandiego? y Where on Earth is Carmen Sandiego?) se presenta extensivamente el viaje a través del tiempo.
Los juegos Freedom Force y su secuela, Freedom Force vs. the Third Reich, presentan un personaje llamado Time Master quien tiene poder absoluto sobre el tiempo. La línea de tiempo del universo de Freedom Force depende de una construcción llamada Celestial Clock (reloj celestial), la cual intenta destruir el Time Master durante las consecuencias del primer juego, que serían el final de toda la vida inteligente en el universo, con una precisión científica.
En The Legend of Zelda: Ocarina of Time, Link, el personaje principal, puede viajar adelante y atrás en el tiempo con la ayuda de la Espada Maestra y el Templo del Tiempo, aunque también envejece y rejuvenece cuando lo hace (al cerrar la Puerta del Tiempo, Link no sabe que ha creado dos líneas temporales, haciendo de su época original un tiempo modificado), así es como al final de Juego la Princesa Zelda Envía a Link los 7 años atrás, lo que hace que probablemente Link revele el plan de Ganondorf, evitando el futuro en el cual lo venció. Asimismo, en la secuela directa de este juego titulada "Majora Mask", Link debe viajar al pasado continuamente ayuda de la Ocarina del Tiempo, dado que solo tiene tres días (Tiempo insuficiente) para evitar que la luna caiga sobre la tierra de Termina, donde se desarrolla la historia. El caso curioso, es que las rupias (moneda del juego) que deposites en el banco no se pierden a pesar de retroceder en el tiempo, lo cual llevaría a que nunca se consiguieron dichas rupias, los jefes de los templo siguen muertos volviendo en el tiempo(aunke sus efectos siguen activos), y al aparecer el tiempo no afecta a la torre reloj y al Vendedor de Máscaras.
Un juego educacional titulado la Máquina del tiempo de Mario, implica a Bowser robando artefacto valiosos de la historia (como la pluma de Shakespeare y el timón del barco de Magallanes) para mostrarlos en su museo, por lo que Mario debe viajar al pasado para detenerlo. El defecto obvio dentro del esquema de Bowser es, sin embargo, que si él roba esos artefactos y altera historia (por ejemplo, que Shakespeare no pueda escribir sus obras sin su pluma preferida) entonces los artefactos no llegan a ser valiosos.
En los juegos Prince of Persia: The Sands Of Time, Prince of Persia 2: Warrior Within y Prince Of Persia 3: The Two Thrones, su protagonista, el Príncipe, usa una daga del tiempo (o un medallón, dependiendo del juego) que le hace retroceder al pasado durante 10 s. Esto permite a los jugadores rehacer constantemente las acciones que no se han llevado a cabo de manera correcta o deseada, evitando caer en trampas o en ataques de los enemigos.
La historia contempla cómo el Príncipe por error libera las Arenas del Tiempo, lo cual es una catástrofe pues todas las personas se convierten en horripilantes criaturas. La misión del jugador es volver a encerrar las Arenas del Tiempo para devolver todo a la normalidad.
Pero esto no acaba aquí puesto que en su segunda parte, el Príncipe tiene que luchar contra su destino y destruir al guardián del tiempo, el Dahaka, que ha sido liberado para destruir al Príncipe y restablecer la línea del tiempo sin que haya existido jamás dicho protagonista.
En la expansión del juego "Star Craft; Broodwar", se explica cómo también las dos razas creadas por los X'el Naga', pueden viajar al pasado o al futuro. Esto, en el caso de los Zerg, lo realiza la entidad suprema de esta raza, la Supermente, a través del enorme poder psíquico del que es poseedor. La otra raza que también puede viajar por el tiempo son los Protoss, raza muy evolucionada en el aspecto espiritual y mental, los cuales gracias a sus inmensas habilidades psiónicas pueden curvar el espacio-tiempo. Incluso ciertos maestros de esta raza —como Raszagal— pueden fabricar tormentas psiónicas (que producen disrupciones en el espacio-tiempo) y trasportar grandes ejércitos a su antojo.
En TimeSplitters 2 el protagonista, el sargento Cortez, debe viajar a través del tiempo para recuperar nueve cristales temporales con los que sus enemigos, los timesplitters, están sembrando el caos en el pasado (él vive en 2401). Tras la huida con los cristales, los humanos crean una máquina del tiempo con la que evitarán la creación de los timesplitters, pero con un gran riesgo a una paradoja. Esto último sucede en la siguiente entrega, TimeSplitters futuro perfecto.
En TimeSplitters: Future perfect, el mismo protagonista viaja en cada nivel, a una época distinta. Se encuentra ocasionalmente con su 'yo' del pasado o el futuro, a quien debe proteger, ya que si muere, mueren los dos.
En Time Hollow el protagonista, Ethan Kairos, usa el Hollow Pen para abrir portales con los cuales puede modificar la historia que había sido alterada para que vuelva a ser la normal, gracias a la ayuda de flashbacks que tiene a lo largo del juego.
En el Jak & Daxter, Jak 2 y Yak 3 abren un portal en el tiempo por el que el protagonista viaja varias veces y se encuentra a sí mismo de pequeño, a su padre, su propia tumba, a amigos que aún no le conocen, etc. pero en el extraño y largo argumento de este juego no se produce ninguna paradoja temporal, pues el único viaje al pasado lo realiza siendo un niño, y no recuerda nada de lo que pasó antes de eso. Un dato curioso de este juego es que los cabezachapas aparecen por culpa del portal, pues la primera vez que Jak viaja al futuro, estos realizan el viaje en sentido contrario (futuro-->presente) y el líder cabezachapa que Jak vence en el futuro es el mismo que vio aparecer del portal justo antes de su primer viaje en el tiempo.
En God Of War II  el protagonista Kratos viaja a través del tiempo en repetidas ocasiones a través de portales abiertos por las hermanas del destino  o Moiras , viaja en el tiempo hasta llegar al instante en que él fue asesinado e impide su muerte
En Final Fantasy VIII, la antagonista principal, Artemisa, se nos presenta como una bruja de un futuro distante, capaz de controlar y de viajar en el tiempo enviando su consciencia en repetidas ocasiones a través del mismo para manipular a otras brujas de distintas épocas pasadas y así poder conseguir ejecutar la "Comprensión Temporal", un hechizo que permite unir y comprimir en una sola realidad todos los espacios-tiempos posibles (pasados, presentes y futuros), anulando toda forma de vida posible salvo ella misma, al no haber posible cambio en el trascurso del tiempo por estar éste comprimido. En el juego, Artemisa consigue lanzar este hechizo, pero los protagonistas logran interrumpir esa realidad, alcanzando así a la bruja, que es derrotada y creándose de esta manera otras paradojas temporales dentro del propio videojuego, las cuales no son explicadas del todo, quedándose en el aire para que el propio jugador las interprete a su modo.
En inFamous descubrimos al final del juego que el hombre que se hacía llamar Kessler, antagonista de Cole MacGrath, héroe del juego, no es otro que su yo del futuro que viajó al pasado para preparar a Cole ante lo que estaba por venir, la verdadera némesis de Cole que había destruido el mundo en el tiempo de Kessler. Para preparar a Cole, Kessler arrasa Empire City y obliga a Cole a tomar duras decisiones si quiere pararlo, al final Kessler mata a Trish (la novia de Cole) para separarle de sus lazos afectivos y endurecerle, porque realmente lo que impidió que Kessler salvase su tiempo fue su empeño por proteger a Trish y a las hijas que había tenido con ella huyendo de su némesis a pesar de ser el único que podía derrotarla hasta que el mundo y su familia fueron destruidos. Justo antes de morir al ser derrotado Kessler dice "Trish perdóname"
En Sonic the Hedgehog CD (Sega Mega CD, 1993), es posible realizar viajes a través del tiempo en una misma zona (o pantalla) del juego. Consiste en pasar a través de carteles con el letrero de "future" o "past" respectivamente, e inmediatamente después llegar a determinada velocidad (controlando a Sonic) durante un breve período de tiempo que haga posible dicho viaje. Las situaciones cambian según las acciones, por ejemplo, si viajamos al pasado y acabamos con la malvada creación del Dr. Eggman, 'Metal Sonic', cuando regresemos al futuro, éste será "bueno", y no reinará el caos. Sin embargo, si no realizamos esta acción el futuro será "malo" y reinará el caos y la destrucción (esto se representa evidentemente porque los entornos entre pasado, presente y futuro cambian en relación con lo que hagamos).
En Sonic the Hedgehog (2006), el viaje en el tiempo es un elemento clave de la historia, influyendo en el destino de los personajes y el mundo del juego. A diferencia de Sonic CD (1993), donde el viaje temporal se activa al cruzar señales de “Past” y “Future”, en este título se logra a través del Chaos Control, una habilidad que permite manipular el tiempo mediante las Chaos Emeralds. A lo largo del juego, los personajes viajan a diferentes épocas para alterar el curso de los acontecimientos. Sonic, por ejemplo, se desplaza entre líneas temporales para evitar un futuro devastado por la entidad Solaris y las acciones del Dr. Eggman [cita requerida]. Dependiendo de las intervenciones en el pasado, el futuro puede cambiar, dando lugar a un desenlace más esperanzador o a un mundo sumido en el caos [cita requerida]. Otro personaje relevante en este sistema es Silver the Hedgehog, quien proviene de un futuro desolado y regresa al pasado con la intención de evitar la catástrofe que amenaza su época [cita requerida]. Su historia refleja la idea central del juego: cada acción en el pasado puede tener un impacto significativo en la línea temporal.
En Mario & Luigi: Partners in Time(Nintendo DS) la historia se basa en viajes en el tiempo, en el pasado unos Aliens llamados "Shroobs" atacaron el Reino Champiñón, en el presente el Prof. Elvin Gadd construye una máquina del tiempo en la que la Princesa Peach viaja al pasado en el momento en el que los Shroobs atacaron y la capturan, Mario y Luigi luego caen en los agujeros del tiempo, en donde se encuentran con los bebés Mario y Luigi que los ayudarán en el resto del juego, una de las más claras referencias a que: "Cambiar el Pasado cambia el futuro", es cuando Bebé Mario escupe agua en una de las Máquinas de E. Gadd del pasado(porque se quemaba debido a la erupción del volcán) haciendo que E. Gadd del presente tenga una idea, y creara una máquina que lanza agua a una presión increíble, mandando el agua en el agujero del tiempo, y así apagando el volcán. Contradictoriamente el Presente NO CAMBIA cuando los Shroobs dominaron el Reino Champiñón.
En Ben 10 Alien Force: Vilgax Attacks, tras terminar el Primer Nivel el profesor Paradox enviará al equipo tiempo atrás de la invasión de Vilgax, dándoles tiempo de detener la invasión en la tierra y otros planetas, evitando la inminente invasión que se vio en el nivel 1.